# National Rugby League 1992
La New South Wales Rugby Football League de 1992 fue la 85.ª edición del torneo de rugby league más importante de Australia.

## Formato
Los clubes se enfrentaron en una fase regular de todos contra todos, los cinco equipos mejor ubicados al terminar esta fase clasificaron a la postemporada.
Se otorgaron 2 puntos por el triunfo, 1 por el empate y ninguno por la derrota.

## Desarrollo

### Tabla de posiciones
| Pos. | Equipo                        | Encuentros | Encuentros | Encuentros | Encuentros | Tantos | Tantos | Tantos | Puntos |
| Pos. | Equipo                        | PJ         | PG         | PE         | PP         | F      | C      | Dif    | Puntos |
| ---- | ----------------------------- | ---------- | ---------- | ---------- | ---------- | ------ | ------ | ------ | ------ |
| 1    | Brisbane Broncos              | 22         | 18         | 0          | 4          | 506    | 311    | +195   | 36     |
| 2    | St. George Dragons            | 22         | 15         | 0          | 7          | 401    | 283    | +118   | 30     |
| 3    | Illawarra Steelers            | 22         | 13         | 1          | 8          | 318    | 259    | +59    | 27     |
| 4    | Newcastle Knights             | 22         | 12         | 2          | 8          | 363    | 267    | +96    | 26     |
| 5    | Western Suburbs Magpies       | 22         | 12         | 1          | 9          | 356    | 327    | +29    | 25     |
| 6    | Sydney Roosters               | 22         | 12         | 0          | 10         | 392    | 319    | +73    | 24     |
| 7    | Canterbury-Bankstown Bulldogs | 22         | 10         | 2          | 10         | 423    | 417    | +6     | 22     |
| 8    | Manly-Warringah Sea Eagles    | 22         | 10         | 2          | 10         | 334    | 335    | -1     | 22     |
| 9    | Penrith Panthers              | 22         | 11         | 0          | 11         | 274    | 309    | -35    | 22     |
| 10   | Balmain Tigers                | 22         | 10         | 1          | 11         | 402    | 398    | +4     | 21     |
| 11   | North Sydney Bears            | 22         | 10         | 1          | 11         | 376    | 381    | -5     | 21     |
| 12   | Canberra Raiders              | 22         | 10         | 0          | 12         | 435    | 409    | +26    | 20     |
| 13   | Cronulla-Sutherland Sharks    | 22         | 8          | 0          | 14         | 284    | 395    | -111   | 16     |
| 14   | South Sydney Rabbitohs        | 22         | 7          | 0          | 15         | 429    | 533    | -104   | 14     |
| 15   | Parramatta Eels               | 22         | 6          | 1          | 15         | 276    | 491    | -215   | 13     |
| 16   | Gold Coast Chargers           | 22         | 6          | 1          | 15         | 288    | 423    | -135   | 11     |

|  | Postemporada. |

### Postemporada

#### Finales de clasificación
| 5 de septiembre | St. George Dragons | 16 - 18 | Illawarra Steelers |  |  |

| 6 de septiembre | Newcastle Knights | 21 - 2 | Western Suburbs Magpies |  |  |

#### Semifinales
| 12 de septiembre | St. George Dragons | 3 - 2 | Newcastle Knights |  |  |

| 13 de septiembre | Brisbane Broncos | 22 - 12 | Illawarra Steelers |  |  |

#### Finales Preliminares
| 20 de septiembre | Illawarra Steelers | 0 - 4 | St. George Dragons |  |  |

#### Final
| 27 de septiembre | Brisbane Broncos | 28 - 8 | St. George Dragons | Sydney Football Stadium, Sídney |  |
|                  |                  |        |                    | Asistencia: 41.560 espectadores |  |

| Bandera de Australia     |
| Campeón Brisbane Broncos |
| Primer título            |